# El alcalde de Zalamea

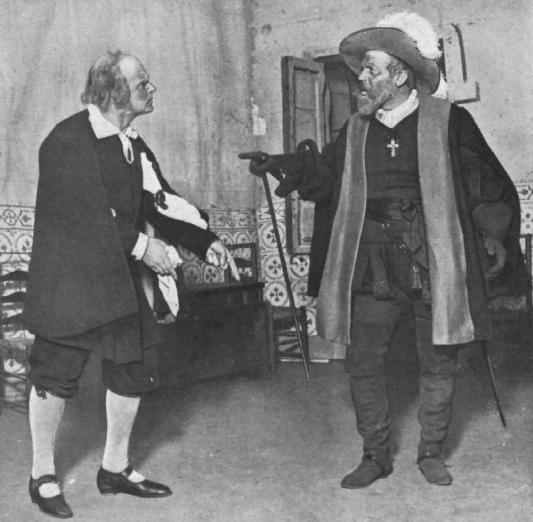
Los actores Enrique Borrás y Leovigildo Ruiz Tatay interpretando respectivamente a Pedro Crespo y a Don Lope en una representación de 1909 en el Teatro Español de Madrid.

El alcalde de Zalamea o El garrote más bien dado es una obra dramática de Calderón de la Barca (1600–1681), según parece representada en 1636.

## Datación y ediciones
Aunque existe una referencia al estreno en Palacio ante los reyes el 12 de mayo de 1636 de un Alcalde de Zalamea sin especificar autor, hay quien piensa que en realidad esa obra era una pieza homónima muy dudosamente atribuida a Lope de Vega y compuesta en los años veinte (según Albert E. Sloman, en 1610), siendo la pieza de Calderón una refundición de la misma muy posterior, probablemente de 1642-44, a la vuelta de su experiencia personal en la Guerra de Cataluña, a la cual habría aludido crípticamente al ambientarse la obra en la época de Felipe II; ello explicaría que entonces se le diera a la obra de Calderón el título de El garrote más bien dado, para evitar evocar el título de la comedia atribuida a Lope de Vega. Por otra parte, la atribución del primitivo Alcalde de Zalamea a Lope de Vega (1562-1631) se hizo por vez primera en fecha tan tardía como 1785.
No se conserva el manuscrito original de Calderón; el texto de la obra aparece por vez primera en El mejor de los mejores libros que han salido de comedias nuevas, una antología preparada por Tomás Alfay impresa en Alcalá de Henares por la imprenta de María Fernández en 1651. Ahí aparece sin nombre de autor y con el título de El garrote más bien dado. De esta edición derivan las otras dos que con ese mismo título aparecieron en 1653: una es una reimpresión de la antología original en Madrid por María de Quiñones y otra en Lisboa por Pablo Craesbeeck, dentro de Doce comedias de las más grandiosas que hasta ahora han salido de los mejores y más insignes poetas. La obra ya se había hecho tan célebre que suplantó a la comedia de Lope y adquirió su título, y Juan de Vera Tassis y Villarroel, encargado de componer la Séptima Parte de comedias del célebre poeta español Don Pedro Calderón de la Barca (1683), la incluyó por vez primera con el epígrafe de El alcalde de Zalamea.

## Género, temas y estructura de El alcalde de Zalamea
Es una de las obras más conocidas y representadas del Siglo de Oro de la literatura española, a causa de su eficaz estructura, la fuerza de sus vigorosos caracteres (el orgulloso labrador Pedro Crespo, el no menos tozudo don Lope de Figueroa, héroe histórico de los Tercios de Flandes...) y su excelente versificación. Se encuadra dentro de la literatura barroca y se clasifica al mismo tiempo como comedia villanesca o de villanos y drama de honor. Trata de reflejar las preocupaciones de la Edad Moderna sobre la justicia y la dignidad del individuo, que emanan de Dios, contra el poder político y el fuero o jurisdicción militar. También se enfrentan el sentido del honor (individual y familiar) y la honra (social) estamentales de un hombre hecho a sí mismo como Pedro Crespo, que se toma la justicia por su mano cuando es nombrado alcalde y por tanto juez civil contra el esprit de corps del fuero militar o jurisdicción castrense, representado por Lope de Figueroa, Álvaro de Ataide y Rebolledo, y la decadente nobleza rural representada por el hidalgo pobre don Mendo. Lo cierto es que existía un edicto de 28 de junio de 1580 que condenaba a muerte a soldados violadores de mujeres, que aseguraba el castigo tanto por la jurisdicción civil como por la militar: lo que se condena en la obra es la humillación sangrante que sufre el pueblo por parte de la "tardanza de la justicia" shakespeariana. Por último, Pedro Crespo personifica la importancia social, económica y política del labrador rico del siglo XVII, como en otras comedias villanescas de la época (Peribáñez y el Comendador de Ocaña de Lope de Vega, entre otras) y el equilibrio social del poder en los municipios castellanos de entonces; se trata del único drama sobre honor campesino de Pedro Calderón de la Barca, y en eso resulta excepcional, pero en su estructura, situaciones y personajes está muy cerca de otra obra de Calderón, El Tuzaní de la Alpujarra, escrita con anterioridad y que en cierta medida prefigura ya El alcalde de Zalamea. En ambos casos aparece el tema de una otredad inasimilable, hay un ultraje a un vilano por parte de un miembro del ejército y se oponen dos mundos incompatibles; en ambas piezas se responde matando al ofensor, y en la última secuencia una autoridad superior (Juan de Austria en El Tuzaní, Felipe II en El alcalde de Zalamea) acaba por avalar la conducta del infractor, que queda perdonado.
Entre primera y segunda jornada hay un intervalo de más o menos una semana; estos dos primeros actos están dedicados al asalto del capitán al honor de Crespo; el tercer acto transcurre doce días después, y en él tiene lugar la contraofensiva victoriosa de Crespo, que es nombrado alcalde de Zalamea y planea la restitución de su honor haciendo justicia contra el capitán. La estructura es muy sólida: enfrenta tensamente a dos grupos de personajes opuestos; por ejemplo, don Lope aparece en escena solo en cinco secuencias y teniendo como interlocutor en todas únicamente a Pedro Crespo: la relación es antagónica incluso físicamente, ya que el fiero y jurador don Lope es cojo, algo folclóricamente identificado con el diablo y los caracteres diabólicos, como observó Stefano Arata. Señala además Helmut Hatzfeld que "el oficial noble y el alcalde de la villa se hallan enfrentados rotundamente en cada relación, pero en el fondo se respetan mutuamente e iguales exigencias de su honra los juntan". Se ha criticado el ordenamiento de la pieza por escenas a la francesa que introdujo en su edición de la obra Juan Eugenio Hartzenbusch, quien incluso añadió acotaciones al texto que no aparecen en la obra de Calderón, mientras que el concepto espacio-temporal de cuadro era conocido y usado por Lope de Vega, como demostró José María Ruano de la Haza; sin embargo, Calderón se alejó de esa práctica y en El alcalde de Zalamea se dejó llevar más por la acción que por el espacio.

## Argumento
La obra narra el drama vivido en la localidad extremeña de Zalamea de la Serena al pasar las tropas españolas con motivo de la Guerra de Portugal. El capitán Don Álvaro Ataide, personaje de extracción nobiliaria, es alojado en la casa del labrador rico de la localidad, Pedro Crespo, a cuya hermosa hija Isabel secuestra y viola. Cuando Pedro Crespo intenta remediar la situación, ofrece bienes a Don Álvaro para que se case con Isabel, a la que rechaza Don Álvaro por ser villana, es decir de clase inferior. Este desprecio afrenta definitivamente el honor de toda la familia de Pedro Crespo. En pleno trauma familiar, es elegido alcalde de Zalamea y siguiendo una querella cursada a la justicia por la ultrajada Isabel, aun sin poseer jurisdicción sobre el militar, Pedro Crespo prende, juzga y hace ajusticiar a Don Álvaro dándole garrote. La trama se resuelve cuando el Rey Don Felipe revisa la decisión del alcalde, la ratifica y premia su decisión nombrando a Pedro Crespo alcalde perpetuo de Zalamea.

## Historicidad
La obra ha sido considerada como la más realista del autor. Él mismo cierra la obra con dos versos significativos: «Con que fin el autor da / a esta historia verdadera», pero solo es una frase hecha que pretende destacar la verosimilitud o veracidad del texto, no su realidad histórica. Sin embargo, introduce personajes reales: Lope de Figueroa, general castellano y valeroso combatiente en la batalla de Lepanto; don Álvaro de Ataide, de igual nombre que el del hijo menor de Vasco de Gama, que fue un famoso libertino portugués cuya historia se conocía a través de las biografías del jesuita San Francisco Javier, quien se tuvo que poner de rodillas (como hizo Crespo) ante él para que le dejase abandonar el puerto de Malaca o el mismo Felipe II, de quien se dice en la obra que acudió con numerosas tropas a Zalamea de la Serena (Extremadura) en el verano de 1581 para coronarse en Lisboa rey de Portugal y se detuvo en el lugar para determinar si la justicia impartida por Pedro Crespo era legítima. Pero Felipe II no pasó por allí ni don Lope pudo estar presente allí entonces. El historiador Manuel Fernández Álvarez, especializado en el reinado de este monarca, sostiene que en realidad el lugar de los hechos es Zalamea la Real, de la provincia de Huelva. Pero en ninguna de las dos obras, la atribuida a Lope y la de Calderón, se especifica cuál es, si bien en el Alcalde de Calderón hay indicios de que podría tratarse de Zalamea de la Serena pues que se dice que el grueso de las tropas se halla en Llerena y su maestre de campo, Lope de Figueroa, está en Guadalupe, dos poblaciones extremeñas. Sin embargo, en la presunta obra de Lope faltan esas alusiones y, por el contrario, hay dos personajes significativos que no figuran luego en la pieza de Calderón: Bartolo el de Berrocal y Juan Serrano; el primero alude a un pueblo cercano a la Zalamea de Huelva, Berrocal, y el segundo es un personaje real documentado en Zalamea la Real, en el Libro de los Privilegios, primero como regidor y después como alcalde precisamente en el periodo en que se sitúan los hechos (1580-1583).El itinerario es verosímil si las tropas de Lope de Figueroa pretendían embarcarse para la isla Tercera de las Azores, como insinúa Lope. Por ello es muy posible que Calderón se haya confundido de itinerario.

## Personajes
- El rey, don Felipe II.
- Don Lope de Figueroa.
- Don Salvador de Ataide, capitán.
- Sargento.
- Soldados.
- Rebolledo, soldado.
- La Marta, mujer.

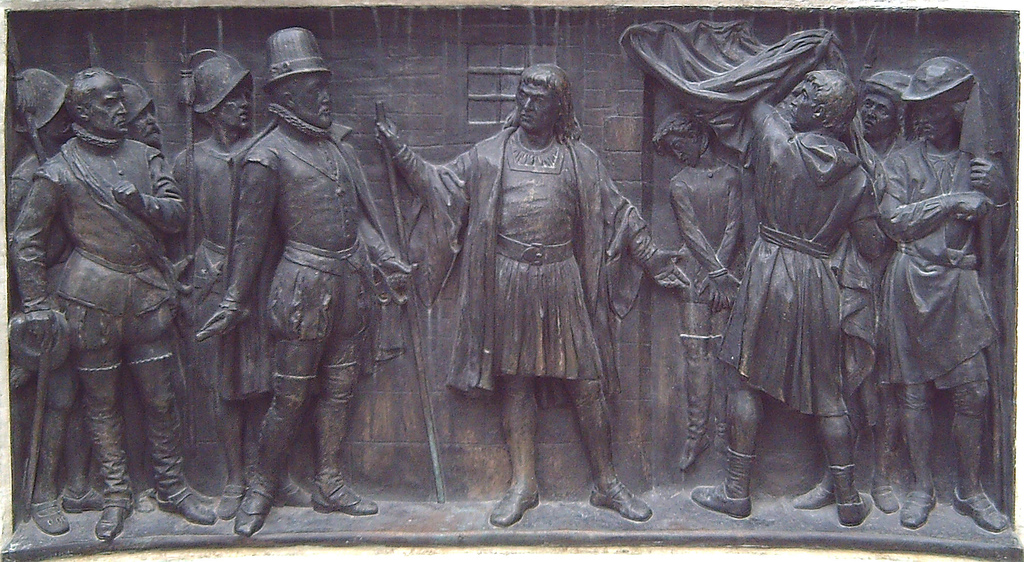
El alcalde de Zalamea. Relieve en bronce, detalle del monumento a Calderón de Madrid (Juan Figueras y Vila, 1878).

- Pedro Crespo, labrador, luego alcalde de Zalamea.
- Juan, hijo de Pedro Crespo.
- Isabel, hija de Pedro Crespo.
- Maria, prima de Isabel.
- Don Mendo, hidalgo.
- Nuño, criado de don Mendo.
- Escribano.
- Villanos.
- Jose Maria Hernandez.
- Daniel Frias.
- Rodrigo Barriga.
- Leonardo Torres.
- Viviana Torres.

## Sello conmemorativo
Coincidiendo con el 400 aniversario del nacimiento de Calderón, Correos de España lanzó un sello diseñado por el dibujante de la Fábrica Nacional de Moneda y Timbre Pedro Sánchez, con los siguientes datos técnicos:
- Fecha de puesta en circulación: 17 de noviembre de 2000
- Procedimiento de impresión: calcografía
- Papel: estucado engomado mate fosforescente
- Dentado: 13 3/4
- Formato: 40,9 x 28,8 mm (horizontal)
- Valores postales: 100 pesetas (0,60 euros)
- Efectos en pliego: 50
- Tirada: 1.500.000

RESOLUCIÓN de 18 de octubre de 2000, conjunta de la Subsecretaría de Fomento y la Subsecretaría de Economía sobre emisión y puesta en circulación de una serie de sellos de correos denominada «Literatura Española» (personajes de ficción).

## Representaciones destacadas
Entre las decenas de representaciones de la obra a lo largo de los siglos XIX y XX, pueden mencionarse las siguientes como más destacadas:
- Teatro de la Zarzuela, Madrid, 1865.[15]
  - Intérpretes: José Valero, Julián Romea.
- Teatro Español, Madrid, 1872.
  - Intérpretes: Rafael Calvo.[16]
- Teatro, 1887.
  - Intérpretes: María Guerrero.
- Teatro Español, Madrid, 1889.
  - Intérpretes: Antonio Vico, Ricardo Calvo.

Gran Teatro Nacional, Ciudad de México, 1894.
- Teatro Español, Madrid, 1909.
  - Intérpretes: Enrique Borrás, Carmen Cobeña, Leovigildo Ruiz Tatay, Rafaela Lasheras, Sr. Manso.[17]
- Teatro Price, Madrid, 1913.
  - Intérpretes: Enrique Borrás, Ana Adamuz, Rafaela Lasheras, Sr. Nogueras.[18]
- Teatro Centro, 1919.
  - Intérpretes: Ricardo Calvo, Matilde Moreno.
- Teatro Español, Madrid, 1932.
  - Dirección: Cipriano Rivas Cherif.
  - Decorados: Sigfrido Burmann
  - Intérpretes: Enrique Borrás, Margarita Xirgu.
- Teatro Español, Madrid, 1952.
  - Dirección: Cayetano Luca de Tena.
  - Intérpretes: Guillermo Marín, María Jesús Valdés, Rafael Bardem, Gabriel Llopart.
- Teatro Calderón, Barcelona, 1962.[19]
  - Intérpretes: Carlos Lemos, Fernando Guillén, Gemma Cuervo, Luisa Sala, Manuel Arbó, Avelino Cánovas.
- Teatro Español, Madrid, 1965.
  - Dirección: Humberto de la Ossa.
  - Intérpretes: Guillermo Marín, Francisco Pierrá, Arturo López, Victoria Rodríguez, Sonsoles Benedicto.
- Televisión (Teatro de siempre, TVE, 1967).
  - Intérpretes: Fernando Delgado, Lola Cardona, Joaquín Pamplona, Nicolás Dueñas.
- Televisión (Estudio 1, TVE, 26 de marzo de 1968).
  - Realización: Alberto González Vergel.
  - Intérpretes: José María Prada, Ana María Vidal, Emilio Gutiérrez Caba, Pablo Sanz, Sancho Gracia, Alicia Hermida.
- Centro Cultural de la Villa, Madrid, 1979.[20]
  - Intérpretes: Fernando Fernán Gómez, Emma Cohen, Gabriel Llopart, Carmen Rossi, Joaquín Kremel, Manuel de Benito.
- Teatro de la Comedia, Madrid, 1988.
  - Dirección: José Luis Alonso.
  - Intérpretes: Jesús Puente, Ángel Picazo, Adriana Ozores, Juan Gea, Resu Morales, Antonio Carrasco.
- Teatro Español, Madrid, 2003.
  - Dirección: Gustavo Pérez Puig.
  - Escenografía: Gil Parrondo.
  - Intérpretes: José Sancho, Ana María Vidal, Ramón Langa, Abigail Tomey, Agustín González, Francisco Piquer.
- Teatro de la Comedia, Madrid, 2015.
  - Dirección: Helena Pimienta.
  - Intérpretes: Carmelo Gómez, Joaquín Notario, Nuria Gallardo Rafa Castejón, Jesús Noguero, Clara Sanchis.
- Festival de Almagro, Almagro, 2024.
  - Dirección: José Luis Alonso de Santos.
  - Intérpretes: Arturo Querejeta, Daniel Albadalejo, Adriana Ubani Javier Lara, Jorge Basanta, Isabel Rodes.

La obra teatral se representa desde 1994, de jueves a domingo, cada tercera semana del mes de agosto, al aire libre en Zalamea de la Serena (Badajoz), por 500 vecinos y vecinas de esta localidad, dirigidos por Miguel Nieto e Isabel Castro, en un espacio de 100 m de largo por 58 m de profundidad, en el que se ubican siete espacios escénicos rodeados por unas gradas para 2.000 espectadores y un espacio para 500 sillas. En 2007 tuvo lugar su 14.ª edición.
En 2008 fue calificada «Fiesta de Interés Turístico Regional» por la Junta de Extremadura.
Premiada con la Medalla de Extremadura 2011.
En 2018, ha sido declara Fiesta de Interés Turístico Nacional.